# Март (город)
Март (нем. Marth) — община в Германии, в земле Тюрингия.
Входит в состав района Айхсфельд. Подчиняется управлению Ханштайн-Рустеберг. Население составляет 354 человека (на 31 декабря 2010 года). Занимает площадь 4,85 км².